# Премия Европейской киноакадемии 2005
European Film Awards 2005 — премия Европейской киноакадемии (нем. Europäischer Filmpreis).

## Лауреаты и номинанты Премии Европейской киноакадемии 2005

### Лучший фильм
- Скрытое, режиссёр Михаэль Ханеке
- Входите без стука, режиссёр Вим Вендерс
- Моё лето любви, режиссёр Павел Павликовский
- Братья, режиссёр Сюзанна Бир
- Последние дни Софии Шолль, режиссёр Марк Ротемунд
- Дитя, режиссёр Жан-Пьер Дарденн и Люк Дарденн

### Лучшая мужская роль
- Даниель Отой — Скрытое
- Ульрих Томсен — Братья
- Ромен Дюрис — Моё сердце биться перестало
- Ульрих Маттес — Девятый день
- Хенри Хюбхен — Знакомство с Цукерами
- Жереми Ренье — Дитя

### Лучшая женская роль
- Юлия Йенч — Последние дни Софии Шолль
- Одри Тоту — Долгая помолвка
- Натали Пресс — Моё лето любви
- Конни Нильсен — Братья
- Жюльет Бинош — Скрытое
- Сандра Чеккарелли — Желанная жизнь

### Лучший режиссёр
- Михаэль Ханеке — Скрытое
- Вим Вендерс — Входите без стука
- Павел Павликовский — Моё лето любви
- Сюзанна Бир — Братья
- Алекс де ла Иглесиа — Идеальное преступление
- Роберто Фаэнца — Входите при свете
- Кристи Пую — Смерть господина Лазареску

### Европейское открытие года
- Якоб Тюсен — Отступник
- Аксель Хенни — Один
- Иоланда Моро и Жиль Порте — Когда на море прилив
- Франческо Мунци — Саймир
- Малгожата Шумовска — Иностранец
- Илья Хржановский — 4
- Марко Мартинс — Алиса

### Лучшая работа сценариста
- Хани Абу-Ассад и Беро Бейер — Рай сегодня
- Михаэль Ханеке — Скрытое
- Дани Леви и Хольгер Франке — Знакомство с Цукерами и Братья
- Андерс Томас Йенсен — Адамовы яблоки
- Марк О’Халлоран — Адам и Пауль
- Кристи Пую и Разван Рэдулеску — Смерть господина Лазареску

### Лучшая операторская работа
- Франц Лустиг — Входите без стука
- Энтони Дод Мэнтл — Мандерлей
- Брюно Дельбонель — Долгая помолвка
- Дьюла Падош — Без судьбы
- Рышард Ленчевский — Моё лето любви
- Кристиан Бергер — Скрытое

### Лучшая работа художника-постановщика
- Алин Бонетто — Долгая помолвка
- Питер Грант — Мандерлей
- Яна Карен — Последние дни Софии Шолль

### Лучший монтаж
- Майкл Худечек и Надин Мьюз — Скрытое
- Петер Пшигодда и Оли Уайсс — Входите без стука
- Эрве Шнайд — Долгая помолвка

### Лучший композитор
- Руперт Грегсон-Уильямс и Андреа Гуэрра — Отель «Руанда»
- Йоахим Хольбек — Мандерлей
- Эннио Морриконе — Без судьбы
- Стефан Нилссон — Как на небесах
- Юхан Сёдерквист — Братья
- Сирил Морин — Сирийская невеста

### Лучший документальный фильм
жюри: Неми Шори (Израиль), Жак Лорен (Бельгия) и Алессандро Сигнетто (Италия — Associazione Documentaristi Italiani)
- Трубопровод по соседству, режиссёр Нино Киртадзе
- Земля мечты, режиссёр Лайла Пакалныня
- Перед возвращением на землю, режиссёр Арунас Мателис
- Repetitioner, режиссёр Michal Leszczylowski e Gunnar Källström
- Вива Сапатеро!, режиссёр Сабина Гуццанти
- Смерть рабочего, режиссёр Михаэль Главоггер
- The Devil’s Miner, режиссёр Киеф Давидсон и Ричард Ладкани
- Ungdommens råskap, режиссёр Маргрет Олин
- Am seidenen Faden, режиссёр Катарина Питерс
- The Swenkas, режиссёр Жеппе Рёнде
- Melodias, режиссёр Франсуа Бови

### Лучший короткометражный фильм
- Раздевая мою маму, режиссёр Кен Уордроп
- Папа, режиссёр Хишам Заман
- Бабочки, режиссёр Макс Джейкоби
- Квартирная жизнь, режиссёр Йонас Гейрнаэрт
- Привет, Майя, режиссёр Клаудия Лоренц
- Маленький террорист, режиссёр Ашвин Кумар
- Минотавромахия, режиссёр Хуан Пабло Этчеверри
- Дождь идет, режиссёр Хольгер Эрнст
- Randevé, режиссёр Ferenc Cakó
- Автобиографическая сцена номер 6882, режиссёр Роберт Эстлунд
- Toz, режиссёр Фатих Кизилгок
- Prva plata, режиссёр Ален Држевич
- A Serpente, режиссёр Сандро Агиляр

### Приз Screen International Award
- Доброй ночи и удачи, режиссёр Джордж Клуни
- Столкновение, режиссёр Пол Хаггис
- Смотри в оба!, режиссёр Сара Уотт
- Битва на небесах, режиссёр Карлос Рейгадас
- Преданный садовник, режиссёр Фернанду Мейреллиш
- Горбатая гора, режиссёр Энг Ли
- Братья C.R.A.Z.Y., режиссёр Жан-Марк Валле
- Сломанные цветы, режиссёр Джим Джармуш
- Сочувствие госпоже Месть, режиссёр Пак Чхан Ук
- Будь со мной, режиссёр Эрик Ху
- Цоци, режиссёр Гэвин Худ

### За европейский вклад в мировое кино
- Морис Жарр

### Приз международной ассоциации кинокритиков (ФИПРЕССИ)
- Скрытое, режиссёр Михаэль Ханеке  Франция

### За творчество в целом
- Шон Коннери,  Шотландия

### Приз зрительских симпатий

#### Лучший актёр
- Орландо Блум — Царство небесное
- Кристиан Бейл — Машинист
- Срджан Тодорович — Красный грузовик серого цвета
- Дэниел Крейг — Слоёный торт
- Ульрих Томсен — Братья
- Луис Тосар — Всё ещё впереди и Терпеливая любовь
- Тони Сервилло — Последствия любви
- Хенри Хюбхен — Знакомство с Цукерами
- Мариан Дзендзель — Свадьба
- Жан-Марк Барр — Рачки и ракушки

#### Лучшая актриса
- Юлия Йенч — Последние дни Софии Шолль
- Личия Мальетта — Agata e la tempesta
- Конни Нильсен — Братья
- Моника Сервера — Идеальное преступление
- Эмили Мортимер — Дорогой Фрэнки
- Джуди Денч — Дамы в лиловом
- Мэгги Смит — Дамы в лиловом
- Шарлотта Рэмплинг — Лемминг
- Агнешка Гроховска — Удары
- Хиам Аббасс — Сирийская невеста
- Одри Тоту — Долгая помолвка

#### Лучший режиссёр
- Марк Ротемунд — Последние дни Софии Шолль
- Иштван Сабо — Театр
- Жан-Пьер Жёне — Долгая помолвка
- Роджер Мичелл — Терпеливая любовь
- Кай Поллак — Как на небесах
- Алекс де ла Иглесиа — Идеальное преступление
- Паоло Соррентино — Последствия любви
- Тимур Бекмамбетов — Ночной дозор
- Жак Одиар — Моё сердце биться перестало
- Дани Леви — Знакомство с Цукерами